# Boeing Y3
Y3 es un proyecto de Boeing para sustituir al 777-300 y 747, y puede competir con el Airbus A380 y el A350, sentando un mínimo de 300-350 pasajeros, aunque no se dispone de mucha información por el momento, fuentes oficiales del proyecto B-YS han confirmado que serán puestos en producción a mediados del 2016. 
Esta aeronave forma parte del Proyecto Yellowstone de Boeing para la sustitución de toda la gama de aviones civiles de la compañía.
- Datos: Q3018231